# Thịt đỏ

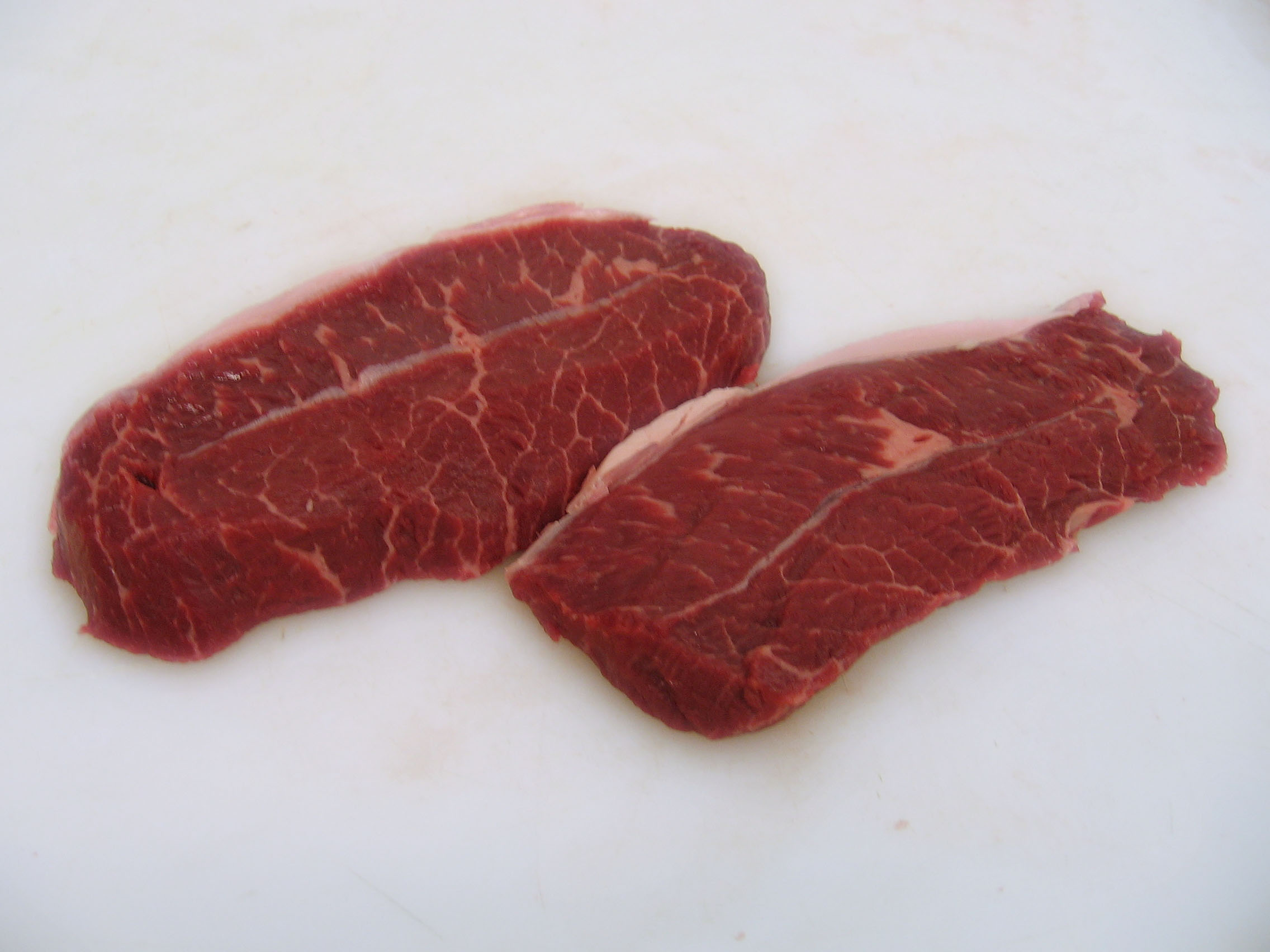
Một miếng thịt đỏ

Thịt đỏ trong cách hiểu ẩm thực truyền thống là các loại thịt mang sắc đỏ khi còn tươi và không đổi thành màu trắng khi nấu chín.Đây là loại thịt từ phần lớn các loài thú. Thịt đỏ được định nghĩa cụ thể là các loại thịt bò, thịt cừu, thịt heo, thịt bê, thịt ngựa, thịt trâu....
Chính các chất oxy hóa chứa trong các heme (nhóm thay thế chứa các nguyên tố sắt màu đỏ) tạo màu đỏ cho thịt, nhưng quá nhiều các chất này sẽ làm thay đổi hoạt chất của mô dẫn tới ung thư.
Các loại thịt đỏ được ghi nhận là chứa nhiều đạm và phù hợp cho sự phát triển của thể chất, loại thịt này chứa một hàm lượng đạm khá cao, rất tốt cho người ở tuổi thành niên. Tuy nhiên, nếu sử dụng thịt đỏ không hợp lý thì người tiêu thụ sẽ có nhiều nguy cơ về sức khỏe. Không nên ăn quá 300-500g thịt đỏ mỗi tuần, lý tưởng nhất là ăn 2 lần/tuần (khẩu phần mỗi lần ăn từ 100-150g) và ăn rau củ giúp tiêu hóa thịt đỏ.

## Lợi ích
Thịt đỏ là có chứa nhiều vitamin B12 (giúp sản sinh DNA, nuôi dưỡng các tế bào thần kinh và hồng cầu), niacin và vitamin B6. Thịt bò và thịt lợn dồi dào hàm lượng protein, sắt và kẽm. Đơn cử như thịt bò có chứa hàm lượng kẽm nhiều gấp 11 lần so với cá ngừ và gấp 3 lần lượng sắt so với cải bó xôi. Thịt đỏ còn chứa những axit béo có lợi cho sức khỏe như omega 3, omega 6. Ngoài ra, thịt đỏ có hàm lượng chất sắt cao, một thành phần mà các thiếu nữ hay phụ nữ ở độ tuổi sinh sản thường hay thiếu.
Thịt đỏ không phải lúc nào cũng gây hại cho sức khỏe. Trái lại, thịt đỏ mang lại nhiều lợi ích cho sức khỏe nếu nó được chế biến đúng cách và tiêu thụ với số lượng hợp lý. Khi tiêu thụ thịt đỏ mang lại lợi ích cho sức khỏe, cụ thể là:

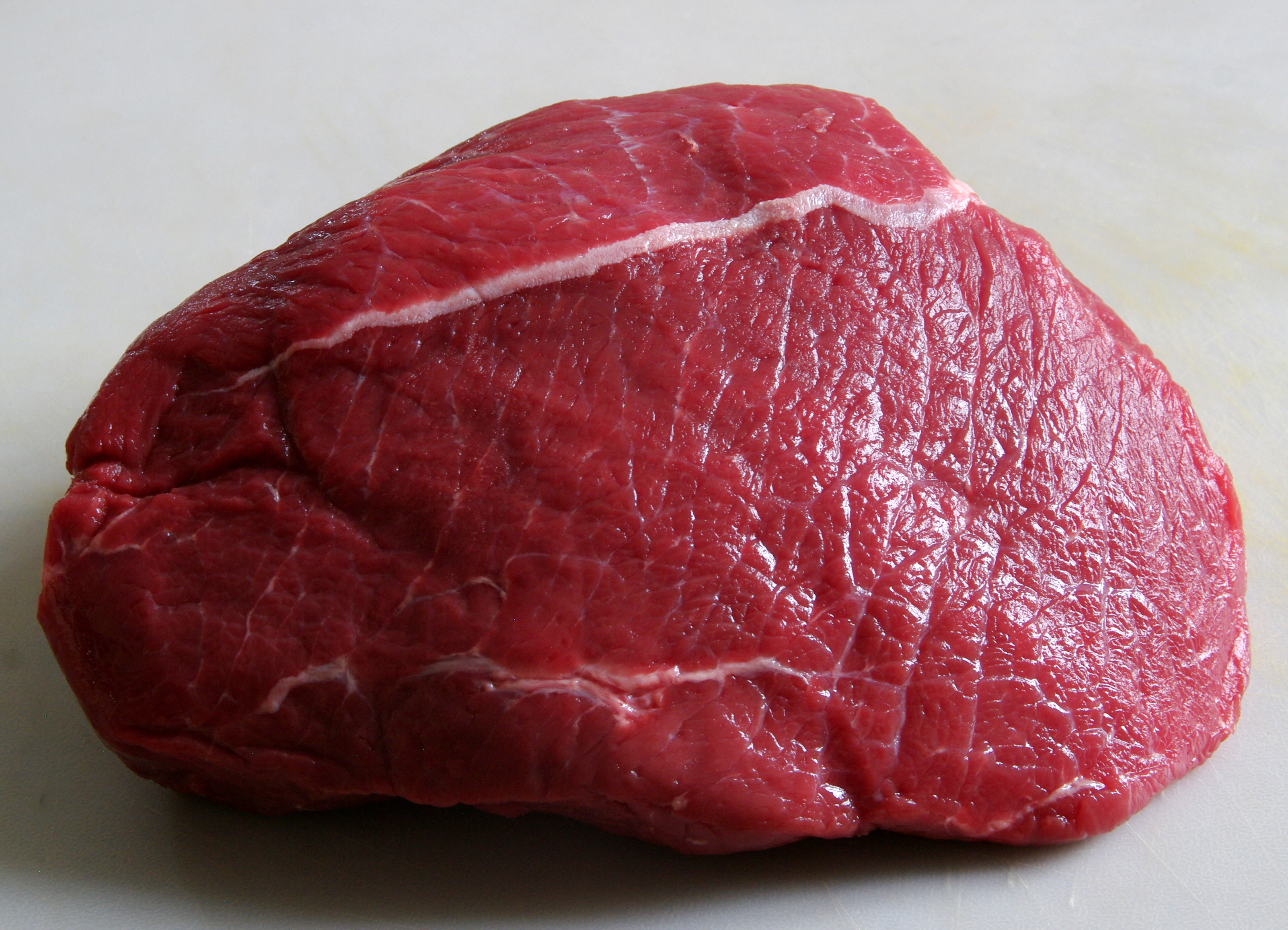
Thịt đỏ cung cấp nhiều năng lượng

- Có tác dụng quan trọng trong việc cung cấp chất đạm cho cơ thể, vì thịt là nguồn giàu chất đạm nhất trong các loại thực phẩm. Tuy nhiên khi tiêu thụ thịt đỏ hoặc thịt trắng, chỉ nên ăn thịt nạc, không mỡ.
- Có tác dụng quan trọng trong việc cung cấp và tăng cường năng lượng: thịt là một trong những nguồn cung cấp năng lượng cho cơ thể do đó không nên từ bỏ thói quen ăn thịt trong chế độ ăn hàng ngày vì khi không ăn thịt sẽ khiến nguồn dinh dưỡng cung cấp vào cơ thể bị mất cân bằng và khiến cơ thể thiếu năng lượng để thực hiện các hoạt động hàng ngày.
- Có tác dụng bổ sung vitamin B12, trong đó vitamin B12 là một loại vitamin chủ yếu có nguồn gốc từ động vật, trong đó có thịt đỏ. Vitamin B rất quan trọng đối với phụ nữ mang thai. Nếu cơ thể thiếu hụt vitamin B có thể ảnh hưởng đến sự phát triển của thai nhi, các thai phụ cần ăn thịt để bổ sung đủ lượng vitamin B cần cho cơ thể trong giai đoạn mang thai.
- Có tác dụng phòng chống ung thư: các loại sản phẩm chế biến từ sữa và thịt bò có chứa axít linoleic - một chất chống ung thư. Ngoài khả năng chống ung thư, axít linoleic còn đóng vai trò thiết yếu trong việc điều trị ung thư vú.
- Tăng cường hệ miễn dịch: Khi ăn thịt là giúp cung cấp chất kẽm vào cơ thể mà kẽm là một vi dưỡng chất có tác dụng giúp tăng cường hệ miễn dịch và còn có một lợi ích là làm chậm quá trình lão hóa của cơ thể.
- Có tác dụng cải thiện trí thông minh: Việc ăn thịt có thể ảnh hưởng đến trí thông minh của con người vì lượng chất béo tốt và chất dinh dưỡng chứa trong thịt đỏ có thể giúp thúc đẩy quá trình phát triển của não và trí thông minh của con người.
- Có tác dụng cung cấp axít béo omega-3: Thịt đỏ là một trong những dạng giàu axít béo omega-3.

Ngoài ra, ăn thịt đỏ ở mức độ vừa phải có thể giúp chống trầm cảm và lo lắng ở phụ nữ, một điều tra mối liên hệ giữa ăn thịt đỏ và sự hiện diện của chứng trầm cảm, lo lắng ở hơn 1.000 phụ nữ ở Mỹ đã bác bỏ quan điểm rằng thịt đỏ có thể không tốt cho sức khỏe tâm thần vì nhiều nghiên cứu từ các nước khác cho thấy ăn thịt đỏ có liên quan đến các rủi ro sức khỏe thể chất do đó những ai ăn ít thịt đỏ có nguy cơ bị trầm cảm, lo lắng cao gấp 2 lần so với những người ăn thịt đỏ ở mức vừa phải.

## Nguy cơ
Việc tiêu thụ nhiều thịt đỏ có thể gây hại cho sức khỏe. Ăn thịt đỏ làm tăng nguy cơ mắc bệnh tim và ung thư, dễ gây chết sớm. Một nghiên cứu thực hiện trên hơn 120.000 người cho thấy việc ăn một phần thịt đỏ qua chế biến hàng ngày có thể làm tăng 20% nguy cơ chết trẻ, nguyên nhân do ăn thịt đỏ làm tăng nguy cơ bị bệnh tim và ung thư. một nghiên cứu đối với 37.698 đàn ông được theo dõi trong 22 năm và 83.644 phụ nữ được theo dõi trong 28 năm. những người ăn một miếng thịt đỏ to bằng lá bài chưa qua chế biến mỗi ngày có nguy cơ tử vong cao hơn 13% so với những người không ăn thịt đỏ thường xuyên. Ăn quá nhiều thịt đỏ cũng làm tăng nguy cơ bị trầm cảm, lo âu.

### Bệnh tim
Ăn nhiều thịt đỏ dễ mắc bệnh tim mạch. Ăn thịt đỏ thường xuyên có thể gây hại cho tim bởi vì loại thịt này chứa nhiều mỡ bão hòa. Một nghiên cứu được thực hiện trên cơ sở tiến hành một cuộc khảo sát trên hơn 1,2 triệu người tại 10 quốc gia và cho kết quả rằng những người ăn 85 gram thịt đỏ mỗi ngày được liên kết với nguy cơ mắc bệnh tim mạch đến 42%.
Nguyên nhân là trong thành phần thịt đỏ có chứa lượng lớn chất béo bão hòa. Một hóa chất được phát hiện trong thịt đỏ mới đây đã giúp giải thích tại sao ăn quá nhiều thịt nướng, thịt băm và thịt xông khói lại có hại cho sức khỏe tim mạch, chất cacnitin trong thịt đỏ bị phá vỡ bởi các vi khuẩn trong ruột. Điều này kích hoạt một phản ứng dây chuyền làm tăng lượng cholesterol trong máu và tăng nguy cơ mắc bệnh tim mạch.

### Ung thư
Có những nghiên cứu cho thấy bằng chứng về liên hệ giữa ung thư với thịt đỏ và thịt đã qua chế biến. Một theo dõi hàng nghìn người trưởng thành trong gần 20 năm và phát hiện những người ăn chế độ giàu protein động vật thì khả năng chết vì ung thư cao gấp 4 lần những người ăn ít đạm. Các nghiên cứu trước đây từng cho thấy mối liên quan giữa ung thư và thịt đỏ việc thêm chất nitơrát nhằm giữ cho thịt có màu đỏ cũng làm tăng nguy cơ ung thư. Chỉ cần ăn 80g thịt đỏ mỗi ngày cũng đủ tăng nguy cơ phát triển ung thư. Đại học Harvard cho thấy chế độ ăn nhiều thịt đỏ làm tăng 22% nguy cơ ung thư vú ở phụ nữ. Nghiên cứu năm 2005 cho thấy những người thường xuyên ăn 160g thịt đỏ mỗi ngày có nguy cơ ung thư ruột tăng 1/3.
Một chất sắc tố trong thị đỏ có thể gây tổn thương DNA của tế bào niêm mạc đường tiêu hóa. Cơ thể con người thường coi thịt đỏ là những tác nhân ngoại lai và khởi động đáp ứng miễn dịch độc hại để chống trả. Thịt lợn, thịt bò và thịt cừu chứa một loại đường được sản sinh tự nhiên ở những động vật ăn thịt khác, nhưng không có ở người, ở những động vật ăn thịt khác, hệ miễn dịch không có phản ứng gì vì loại đường này vốn đã có sẵn trong cơ thể.
Một nghiên cứu thực hiện trên thói quen ăn uống của hơn 500.000 người ở châu Âu trong 10 năm. Kết quả: Nguy cơ mắc ung thư ruột cao gấp 1/3 cho những người thường ăn hơn 160g thịt tươi hoặc thịt chế biến mỗi ngày, so với những người ăn chỉ một lượng như thế trong mỗi tuần. Việc ăn gia cầm không xảy ra sự khác biệt. Tuy nhiên, những ai ăn cá mỗi ngày thì giảm nguy cơ 1/3 so với những ai ăn cá một lần mỗi tuần, nghiên cứu còn chứng minh rằng nguy cơ ung thư ruột có thể giảm bớt bằng cách giảm ăn thịt đỏ. Do đó không nên ăn quá 70g mỗi ngày, tương đương với 3 lát giăm bông, một dẻ sườn cừu hay 2 lát bít tết mỗi ngày.

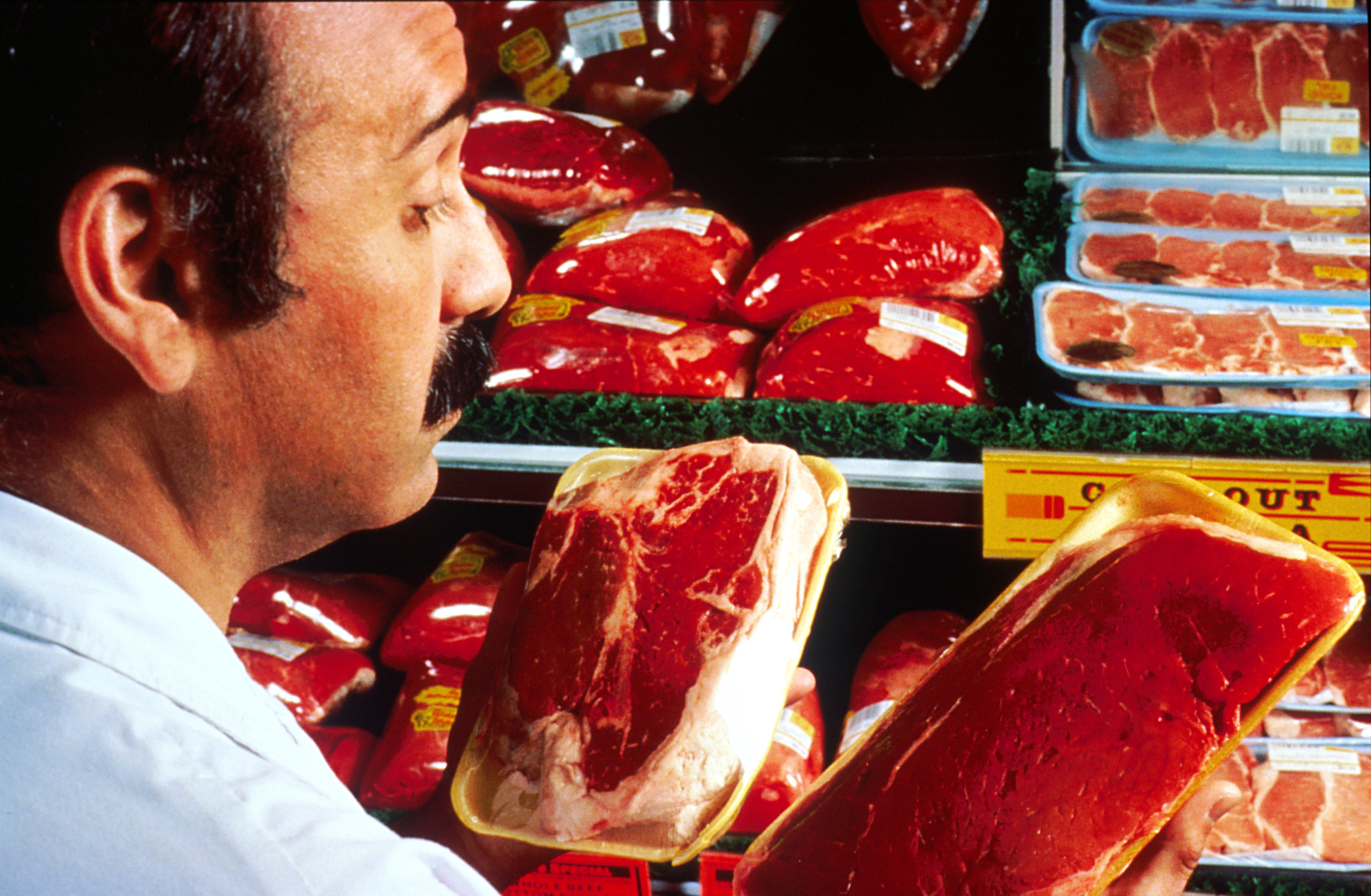
Nam giới ăn thịt đỏ quá nhiều có thể mắc ung thư tuyến tiền liệt

Đàn ông ăn nhiều thịt đỏ và thịt chế biến có thể phải chịu nguy cơ mắc bệnh ung thư tuyến tiền liệt cao. Một khảo sát chế độ ăn uống của 175.000 đàn ông tuổi từ 50 đến 71 ở Mỹ, kết quả là trong 9 năm theo dõi, 10.313 người mắc bệnh và 419 người tử vong. Kết quả nghiên cứu cho thấy 20% đàn ông ăn nhiều thịt đỏ nhất có nguy cơ mắc bệnh ung thư tuyến tiền liệt cao hơn 12% so với nhóm ăn ít nhất. Mối liên hệ giữa việc ăn thịt đỏ với bệnh ung thư tuyến tiền liệt cấp còn đáng kể hơn. Nguy cơ ở người ăn nhiều nhất cao hơn 30% so với người ăn ít nhất.
Đặc biệt là ăn thịt đỏ chiên tăng rủi ro ung thư tuyến tiền liệt đến 40% vì khi thịt đỏ được nấu chín ở nhiệt độ cao, các hóa chất gây ung thư được hình thành, vì thế rủi ro mắc bệnh này sẽ càng cao. Qua theo dõi 2.000 nam giới khác, thì kết quả cho thấy hơn một nửa số người tham gia bị mắc phải căn bệnh này. Chế độ ăn uống mà ½ nam giới mắc phải bệnh này ưa chọn là thịt đỏ chiên hoặc gia cầm chiên. những người ăn hơn 1,5 khẩu phần ăn thịt đỏ chiên mỗi tuần tăng rủi ro ung thư tuyến tiền liệt đến 30%, con số này sẽ tăng lên 40% nếu ăn hơn 2,5 khẩu phần thịt đỏ được nấu ở nhiệt độ cao. Những người ăn hơn 1,5 khẩu phần ăn thịt đỏ chiên mỗi tuần tăng rủi ro ung thư tuyến tiền liệt đến 30%, con số này sẽ tăng lên 40% nếu ăn hơn 2,5 khẩu phần thịt đỏ được nấu ở nhiệt độ cao.
Những người ăn trên 1,5 suất thịt đỏ mỗi ngày có nguy cơ bị ung thư vú cao hơn người ăn ít. Nguyên nhân giải thích sự liên quan chặt chẽ giữa việc ăn thịt đỏ và nguy cơ mắc ung thư vú. do quá trình nấu hay chế biến thịt đỏ gây ra những chất hóa học gây ung thư và việc sử dụng hormone tăng trưởng trong chăn nuôi. Một khảo sát cho thấy chế độ ăn uống của 35.000 phụ nữ tuổi từ 35 đến 69 trong 9 năm ở Mỹ cho kết quả rằng những phụ nữ trong giai đoạn hậu mãn kinh ăn nhiều thịt đỏ nhất, hơn 103g mỗi ngày, có nguy cơ mắc bệnh ung thư vú cao hơn 64% so với những người không ăn. Tỷ lệ tương ứng ở những người ăn 57g mỗi ngày, kể cả đó là thịt cừu, heo hay bò, là 56%. Nguy cơ mắc bệnh cũng tăng lên ở những phụ nữ trẻ ở giai đoạn tiền mãn kinh.
Một khảo cứu cho thấy, người dân sống tại Bỉ đang tiêu thụ quá nhiều thịt đỏ, trung bình, mỗi người Bỉ tiêu thụ 640g thịt đỏ/tuần trong khi đó lượng tiêu thụ tối đa cho phép chỉ là 500g. Nếu chỉ ăn 300g thịt/tuần sẽ làm giảm 20% nguy cơ mắc bệnh ung thư ruột. người tiêu dùng tránh ăn thịt nguội được làm từ thịt đỏ mà hãy chuyển sang sử dụng thịt gà, thịt đà điểu và các gia cầm khác là những thực phẩm không gây nguy hại về ung thư.

### Tiểu đường
Một nghiên cứu cho biết, thai phụ và người đang định thụ thai có thể giảm được nguy cơ mắc bệnh tiểu đường trong thai kỳ bằng cách hạn chế ăn thịt đỏ, có nhiều bằng chứng cho thấy ăn thịt đỏ liên quan với tỷ lệ cao bệnh tiểu đường ở thai phụ, những phụ nữ ăn nhiều thịt đỏ và thịt chế biến sẵn ngay cả trước khi mang thai cũng có nhiều nguy cơ mắc bệnh.